# Каннабіс Індіка
Cannabis indica — однорічна рослина родини Cannabaceae. Це ймовірний вид роду Cannabis . Чи Cannabis indica та Cannabis sativa є окремими видами — наразі питання дискусійне. Рослина Cannabis indica культивується для багатьох цілей; наприклад, з рослинних волокон можна робити тканину. Рослини Cannabis indica містять велику кількість тетрагідроканабінолу (THC) вживання якого має психоактивний ефект.

## Ботанічний опис
Цей вид коноплі вперше описав в 1783 році Жан Батист Ламарк. Невисока рослина висотою до 1,5 метра, що має широке листя синювато-зеленого кольору, інколи з червоними жилками. Має густі гілки й формує пірамідальну крону. Квітки великі, липкі на дотик. Насіння більше, ніж у коноплі звичайної, більш округле, іноді з мозаїчним малюнком.
Цей вид коноплі походить із району гори Гіндукуш. Як наслідок пристосування до виживання у складних кліматичних умовах цього району конопля індійська гарно підходить для культивації в помірному кліматі.

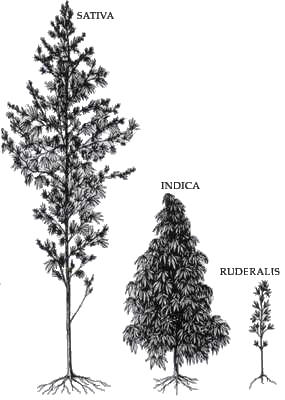
Рослини канабісу
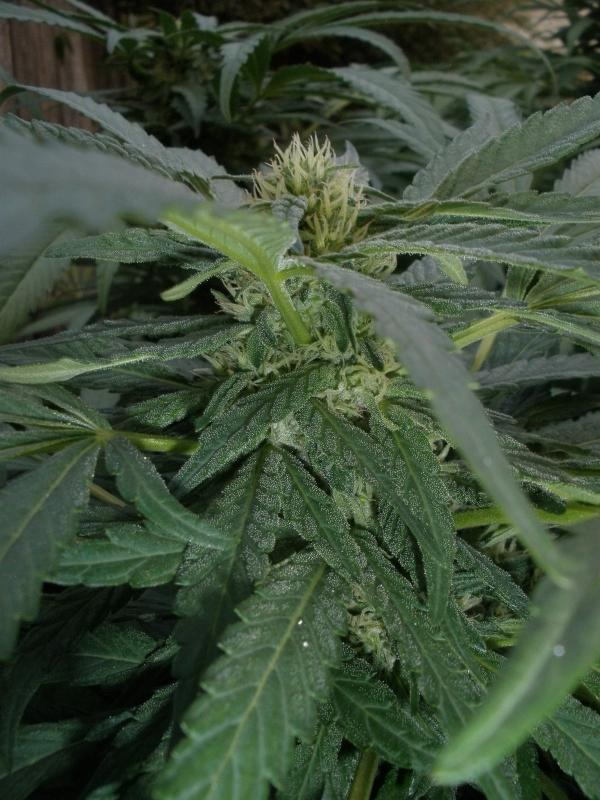
Квітки канабіс індика